# Dichotomius sagittarius
Dichotomius sagittarius là một loài bọ cánh cứng trong họ Bọ hung (Scarabaeidae).